# Flagellum (geleedpotigen)
Een flagellum of flagel (meervoud flagella) is bij geleedpotigen een onderdeel van de antenne. 
Bij peracaride kreeftachtigen is het flagellum, het gesegmenteerde uiteinde van de eerste antenne of de tweede antenna. Die eerste antenne bezit meestal een hoofdflagellum en een accessorische flagellum.
Het woord is afgeleid van het Latijn: flagellum = gesel, zweep

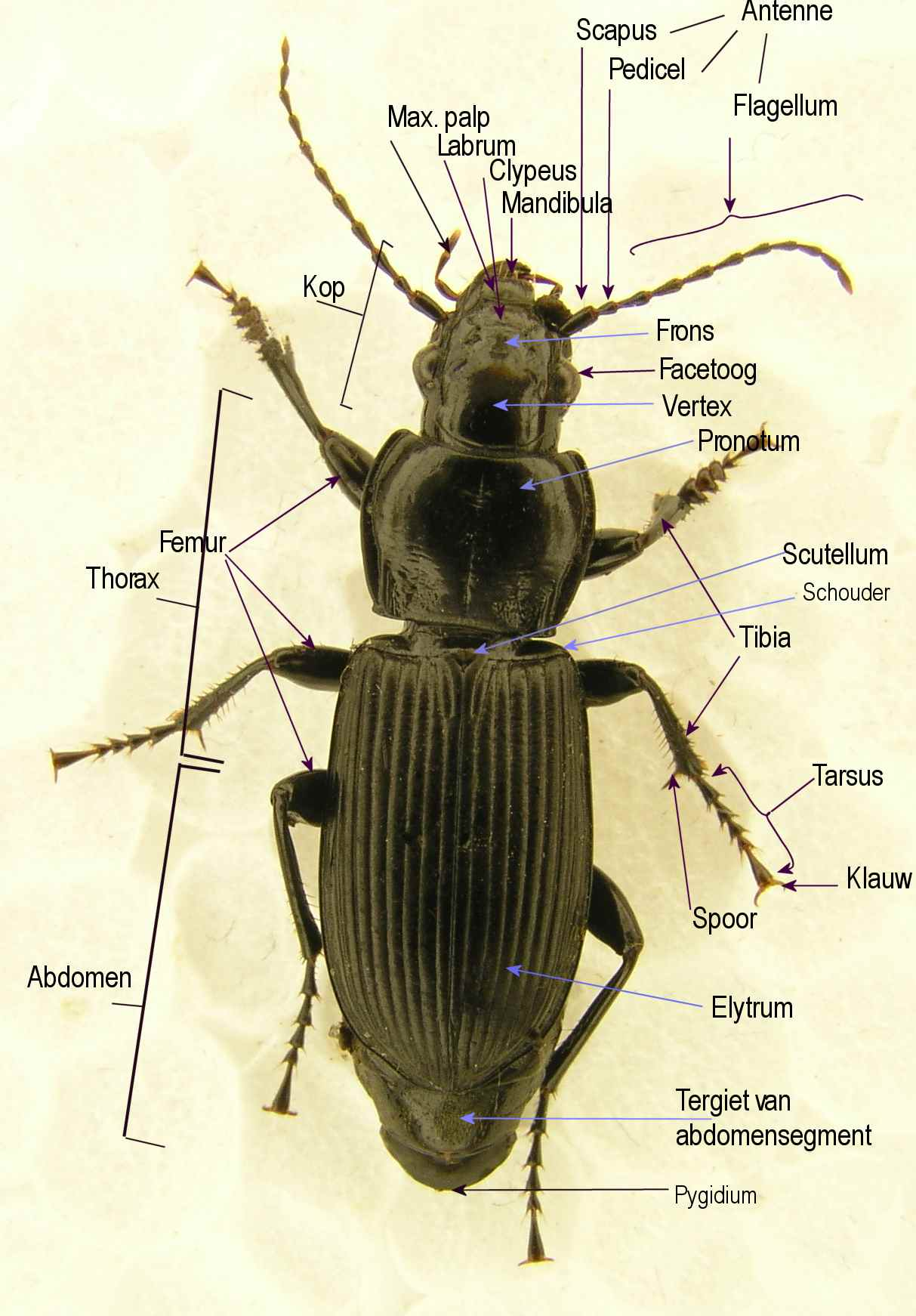
Rugaanzicht van een loopkever (Pterostichus sp.) met benamingen van een aantal zichtbare delen.
Klik op de afbeelding voor een grote versie.

Algemeen bouwplan van een vlokreeftje